# 백양중학교 (경기)
백양중학교(白楊中學校)는 대한민국 경기도 고양시 덕양구 화정동에 있는 중학교이다.

## 학교 연혁
- 1994년 11월 1일 : 백양중학교 설치조례 공포(제2502호)
- 1995년 11월 1일 : 백양중학교 설립 인가 (6학급 편성)
- 1995년 11월 4일 : 초대 배우성 교장 취임
- 1995년 12월 1일 : 개교(6학급 인가)
- 1996년 3월 2일 : 96학년도 입학식(69명 2학급)
- 1997년 2월 15일 : 제1회 졸업식(졸업생 86명)
- 2003년 6월 17일 : 인조잔디 운동장 개장
- 2003년 7월 16일 : 학교 도서관 개관
- 2008년 3월 17일 : 도서관(슬기마루) 확장 리모델링 개관
- 2011년 9월 10일 : 다목적 강당(가온마루) 증축
- 2020년 3월 1일 : 제9대 최종호 교장 취임
- 2021년 1월 12일 : 제25회 졸업식(6학급 186명, 누계 7,578명)
- 2021년 3월 2일 : 17학급 편성(신입생 131명)
- 2022년 9월 1일 : 제10대 홍현주 교장 취임

## 참고 자료
- 백양중학교 - 한국교육학술정보원 학교알리미